# بیلی میچل
بیلی میچل (انگلیسی: Billy Mitchell; ۲۹ دسامبر ۱۸۷۹ – ۱۹ فوریهٔ ۱۹۳۶) سرهنگ نیروی زمینی ایالات متحده بود که نقش مهمی در ایجاد نیروی هوایی ایالات متحده داشت.
میچل در طول جنگ جهانی اول در فرانسه خدمت کرد و تا پایان درگیری، فرماندهی تمام واحدهای رزمی هوایی آمریکا در آن کشور را بر عهده داشت. پس از جنگ، او به عنوان معاون مدیر بنگاه هوایی ارتش ایالات متحده آمریکا منصوب شد و شروع به حمایت از افزایش سرمایه‌گذاری در نیروی هوایی کرد، زیرا معتقد بود که این امر در جنگ‌های آینده حیاتی خواهد بود. او به ویژه در مورد توانایی بمب‌افکن‌ها در غرق کردن نبردناوها استدلال می‌کرد و مجموعه‌ای از بمباران‌ها را علیه کشتی‌های ثابت طراحی شده برای آزمایش این ایده ترتیب داد.
او با استدلال‌ها و انتقادات خود بسیاری از رهبران اداری ارتش را به ستوه آورد و در سال ۱۹۲۵، انتصاب موقت او به عنوان سرتیپ تمدید نشد و او به دلیل نافرمانی‌اش به درجه سرهنگی دائمی خود بازگشت. بعداً در همان سال، پس از متهم کردن رهبران ارتش و نیروی دریایی به «مدیریت تقریباً خیانت‌آمیز دفاع ملی» به دلیل سرمایه‌گذاری در نبردناوها، به دلیل نافرمانی به دادگاه نظامی احضار شد. او اندکی پس از آن از خدمت استعفا داد. میچل پس از مرگش افتخارات زیادی از جمله مدال طلای کنگره دریافت کرد. او همچنین اولین کسی است که یک طرح هواپیمای نظامی آمریکایی، یعنی هواپیمای نورث امریکن بی-۲۵ میچل، به نام او نامگذاری شده است. فرودگاه بین‌المللی ژنرال میچل در میلواکی، ویسکانسین نیز به نام میچل نامگذاری شده است.